# テビビット
テビビット（tera binary digit）は、情報の大きさや記憶装置の容量を表す単位である。Tibit、Tibと略記される。
- 1 Tebibit = 230 bits = 1,024 gibibits = 1,099,511,627,776 bits

240のみを示す。
8テビビットが1テビバイトと同じである。